# Paraplectana japonica
Paraplectana japonica là một loài nhện trong họ Araneidae.
Loài này thuộc chi Paraplectana. Paraplectana japonica được Friedrich Wilhelm Bösenberg & Embrik Strand miêu tả năm 1906.